# Melito di Napoli
Melito di Napoli é uma comuna italiana da região da Campania, província de Nápoles, com cerca de 34.606 (10 luglio 2003) habitantes. Estende-se por uma área de 3 km², tendo uma densidade populacional de 11383 hab/km². Faz fronteira com Casandrino, Giugliano in Campania, Mugnano di Napoli, Nápoles, Sant'Antimo.

## Demografia
| Variação demográfica do município entre 1861 e 2011                               |
|                                                                                   |
| Fonte: Istituto Nazionale di Statistica (ISTAT) - Elaboração gráfica da Wikipedia |